# Vivre la pura vida
Vivre la pura vida (France) ou Viva la pura vida (Québec) (Livin La Pura Vida) est un épisode de la série télévisée d'animation Les Simpson. Il s'agit du septième épisode de la trente-et-unième saison et du 669e de la série.

## Synopsis
À la suite d'une nuit de Bart chez Milhouse, Luann propose à Marge de se joindre à d'autres familles pour un voyage annuel familial au Costa Rica. Lors de ce voyage, Homer se lie d'amitié avec Evelyn, la nouvelle petite amie de Patty, tandis que Lisa se fait du souci sur l'impossibilité de sa famille à se payer ce voyage. Alors que Patty va douter de sa relation avec Evelyn, Bart et Lisa vont chercher un moyen de financer ces vacances, sans douter trouver le secret de la famille Van Houten...

## Réception
Lors de sa première diffusion, l'épisode a attiré 2,08 millions de téléspectateurs.